# Галеотто Манфреди
Галеотто ди Асторджо Манфреди (итал. Galeotto Manfredi) (март 1430 или 1440, Фаэнца — 31 мая 1488) — итальянский кондотьер из рода Манфреди, синьор Фаэнцы 1477—1488 гг.
У него имелась неофициальная семья, состоявшая из его любовницы Кассандры Павони родом из Феррары, проживавшей в монастыре под видом монахини, и их троих сыновей. Однако в 1482 г. по совету своего союзника, Лоренцо Медичи Великолепного Галеотто Манфреди женился на Франческе, дочери правителя Болоньи Джованни II Бентивольо. В 1485 году у них родился законный сын и наследник Асторджо.
Был убит 31 мая 1488 года наёмными убийцами из Болоньи, при участии Франчески, которая притворилась больной и попросила мужа навестить её.